# Allgemeiner Deutscher Frauenverein
Allgemeiner Deutscher Frauenverein (ADF) var en tysk kvinnorättsorganisation, grundad 1865.
Föreningen grundades av Louise Otto-Peters och Auguste Schmidt i Leipzig 1865. Det var den första nationella kvinnoföreningen i Tyskland. Bakgrunden var den första vågens feminism, som hade uppkommit i Tyskland efter revolutionerna 1848, och som ledde till grundandet av flera mindre kvinnoklubbar. Föreningen organiserade den första vågens kvinnorörelse i Tyskland genom att förena de små föreningarna till en stor nationell sådan. 